# Sever II de Barcelona
Sever va ser un bisbe de Barcelona del segle vii, el primer bisbe barceloní testimoniat després d'Emila. Serà anomenat Sever II, tot i ser el primer bisbe del seu nom, perquè a partir del segle xiii es creà la llegenda de Sant Sever de Barcelona com a bisbe de la ciutat al segle III-IV.
Hi ha dubtes sobre si va ser imposat com a bisbe de Barcelona pel rei Sisebut per oposar-lo al metropolità Eusebi de Tarragona, o bé fou bisbe contra la voluntat del monarca i assassinat per voluntat reial. Va enviar com a delegat al Concili IV de Toledo un prevere anomenat Joan (633). Va morir entre el 633, quan participa a través d'un enviat al Concili IV de Toledo, i el 636, data del Concili V de Toledo, on hi va un altre bisbe.